# Самойленко Ілля Сергійович
Ілля Сергійович Самойленко (нар. 10 липня 1994) — український військовослужбовець, офіцер управління розвідки полку «Азов» Національної гвардії України, учасник російсько-української війни. Позивний Гендальф.

## Життєпис
Народився 10 липня 1994 року.
Навчався на історичному факультеті Київського національного університету імені Тараса Шевченка. Мріє завершити навчання після закінчення війни.
2015 року, після закінчення другого курсу навчання в університеті, на початку 2016 року вступив на службу до ЗСУ.
18 квітня 2016 року розпочав військову службу в зоні АТО/ООС в складі полку «Азов», коли йому був 21 рік. Став заступником командира взводу.
2017 року підірвався на власній міні. Коли він ставив розтяжку, почалася атака — і поряд вибухнув ворожий снаряд. Запальний пристрій у руці бійця розірвався, пошкодив ліву руку, ногу, шию, обличчя, око. Попри такі серйозні ушкодження він сам надав собі домедичну допомогу, перемістився у безпечне місце, а згодом керував своєю евакуацією.
Лікування та реабілітація були складними, руку бійцеві замінив титаново-сталевий механічний протез, а око — скляний. Проте після цього Ілля повернувся у стрій і навчився стріляти з правого плеча, цілячись лівим оком.
На початку 2021 року влаштувався у велику міжнародну компанію і працював за кордоном. Але після початку повномасштабного вторгнення повернувся в «Азов».
З початку блокади Маріуполя разом з побратимами перебував на «Азовсталі». З підвалів заводу повідомляв новини, зокрема, 8 травня 2022 року провів пресконференцію для представників закордонних ЗМІ англійською мовою.
21 вересня 2022 року звільнений з полону.
На травень 2024 продовжує виконання завдань у складі 12 бригади спеціального призначення «Азов». На весні 2025 року брав участь у бойових діях на Торецькому напрямку.

## Особисте життя
Вільно володіє англійською мовою.